# Danh sách đĩa nhạc của Seventeen
Nhóm nhạc nam Hàn Quốc Seventeen đã phát hành 5 album phòng thu, 2 album tái phát hành, 1 album tuyển tập, 12 đĩa mở rộng và 21 đĩa đơn.

## Albums

### Album phòng thu
| Tên            | Thông tin album                                                                                                 | Danh sách bài hát | Vị trí cao nhất | Vị trí cao nhất | Vị trí cao nhất | Vị trí cao nhất | Vị trí cao nhất | Doanh thu                                           |
| Tên            | Thông tin album                                                                                                 | Danh sách bài hát | HQ              | NB              | ĐL              | US Heat         | BB World        | Doanh thu                                           |
| Love & Letter  | - Ngày phát hành: 24 tháng 4 năm 2016 - Sản xuất: Pledis Entertainment - Định dạng: CD, Tải nhạc số             | Danh sách bài hát 1. 엄지척 (Chuck) 2. 예쁘다 (Pretty U) 3. 이놈의 인기 (Still Lonely) 4. 유행가 (Popular Song) 5. Simple 6. Say Yes 7. 떠내려가 (Drift Away) 8. 아낀다 (Adore U) (Vocal Team Ver.) 9. 만.세 (Sunday To Saturday)(Hiphop Team Ver.) 10. Shining Diamond (Performance Team Ver.) 11. 사랑쪽지 (Love Letter) | 1               | 6               | 4               | 5               | 3               | - HQ: 337,568+ - NB: 80,742+                        |
| TEEN, AGE      | - Ngày phát hành: 6 tháng 11 năm 2017 - Sản xuất: Pledis Entertainment - Định dạng: CD, Tải nhạc số             | Danh sách bài hát 1. Intro. 新世界 2. CHANGE UP (SVT Leaders) 3. I'm Wearing A Hat (Without You) (모자를 눌러 쓰고) 4. Clap (박수) 5. Shoot Me and Go (Bring It) (날 쏘고 가라) (Hoshi x Woozi) 6. Lilili Yabbay (13월의 춤) (Performance Team) 7. TRAUMA (Hiphop Team) 8. PINWHEEL (바람개비) (Vocal Team) 9. Flower (Mix Unit) 10. ROCKET (Joshua x Vernon) 11. Hello (Jun x DK x Mingyu) 12. Camfire (캠프파이어) 13. Outro. 未完 | 1               | 5               | #               | #               | 1               | - KOR: 744,935+ - JPN: 70,996+                      |
| An Ode         | Ngày phát hànhː 16 tháng 9 năm 2019 Sản xuấtː Pledis Entertainment Định dạngː CD, Tải nhạc số, Kihno, streaming | Danh sách bài hát 1. HIT 2. Lie Again (거짓말을 해) 3. 독: Fear 4. Let me hear you say 5. 247 (Performance Team) 6. Second Life (Vocal Team) 7. Network Love (The8, Jun, Joshua, Vernon) 8. Back it up (Hiphop Team) 9. Lucky 10. Snap Shoot 11. Happy Ending (Korean Ver.) | 1               | 1               | #               | 25              | 7               | - KOR: 1,688,230+ - JPN: 261,150+                   |
| Face The Sun   | Ngày phát hànhː 27 tháng 5 năm 2022 Sản xuấtː Pledis Entertainment Định dạngː CD, Tải nhạc số, Kihno, streaming | Danh sách bài hát 1. Darl+ing 2. HOT 3. DON QUIXOTE 4. March 5. Domino 6. Shadow 7. 노래해 ('bout you) 8. If you leave me 9. Ash | 1               | 1               | #               | #               | 1               | - KOR: 4,645,058+ - JPN: 513,980+ - Hoa Kỳ: 74,000+ |
| Happy Burstday | Ngày phát hành: 26 tháng 5 năm 2025 Sản xuấtː Pledis Entertainment Định dạngː CD, Tải nhạc số, Kihno, streaming | |                 |                 |                 |                 |                 |                                                     |

### Album tái phát hành
| Tên                           | Thông tin album                                                                                                 | Danh sách bài hát | Vị trí cao nhất | Vị trí cao nhất | Vị trí cao nhất | Vị trí cao nhất | Doanh thu |
| Tên                           | Thông tin album                                                                                                 | Danh sách bài hát | HQ              | NB              | ĐL              | BB World        | Doanh thu |
| Love & Letter repackage       | - Ngày phát hành: 4 tháng 7 năm 2016 - Sản xuất: Pledis Entertainment - Định dạng: CD, Tải nhạc số              | Danh sách bài hát 1. No F.U.N 2. 아주 Nice (Very Nice) 3. 힐링 (Healing) 4. Simple 5. 끝이 안보여 (Space) 6. 엄지척 (CHUCK) 7. 예쁘다 (Pretty U) 8. 이눔의 인기 (Still Lonely) 9. 유행가 (Hit Song) 10. Say Yes 11. 떠내려가 (Drift Away) 12. 아낀다 (Adore U) (Vocal Team Ver.) 13. 만.세 (Monday to Saturday) (HipHop Team Ver.) 14. Shining Diamond (Performance Team Ver.) 15. 사랑쪽지 (Love Letter) | 1               | 6               | 3               | --              |           |
| Director's Cut(Special album) | - Ngày phát hành: 5 tháng 2 năm 2018 - Sản xuất: Pledis Entertainment - Định dạng: CD, Tải nhạc số              | Danh sách bài hát 1. Thinkin' about You 2. 고맙다 (THANKS) 3. 지금 널 찾아가고 있어 (Run to you) 4. Falling For U 5. Intro. 新世界 6. CHANGE UP (SVT Leaders) 7. I'm Wearing A Hat (Without You) (모자를 눌러 쓰고) 8. Clap (박수) 9. Shoot Me and Go (Bring It) (날 쏘고 가라) (Hoshi x Woozi) 10. Lilili Yabbay (13월의 춤) (Performance Team) 11. TRAUMA (Hiphop Team) 12. PINWHEEL (바람개비) (Vocal Team) 13. Flower (Mix Unit) 14. ROCKET (Joshua x Vernon) 15. Hello (Jun x DK x Mingyu) 16. Camfire (캠프파이어) 17. Outro. 未完 | 1               | 2               | #               | 2               |           |
| Sector 17                     | Ngày phát hànhː 18 tháng 7 năm 2022 Sản xuấtː Pledis Entertainment Định dạngː CD, Tải nhạc số, Kihno, streaming | Danh sách bài hát 1. Circle 2. _WORLD 3. Fallin' Flower (Korean ver.) 4. CHEERS (SVT LEADERS) 5. Darl+ing 6. HOT 7. DON QUIXOTE 8. March 9. Domino 10. Shadow 11. 노래해 ('bout you) 12. If you leave me 13. Ash | 1               | 1               | #               | 1               |           |

### Mini album
| Tên                | Thông tin Album                                                                                         | Danh sách bài hát | Vị trí cao nhất | Vị trí cao nhất | Vị trí cao nhất | Vị trí cao nhất | Doanh số                                                             | Giải Thưởng         |
| Tên                | Thông tin Album                                                                                         | Danh sách bài hát | KOR             | NB              | ĐL              | TG              | Doanh số                                                             | Giải Thưởng         |
| 17 Carats          | - Ngày phát hành: 29 tháng 5 năm 2015 - Sản xuất: Pledis Entertainment - Định dạng: CD, Tải nhạc số     | Danh sách 1. Shining Diamond 2. 아낀다 (Adore U) 3. Ah Yeah 4. Jam Jam 5. 20 | 4               | 263             | 17              | 8               | - KOR: 84,537+ - JPN: 2,248+                                         |                     |
| Boys Be            | - Ngày phát hành: 10 tháng 9 năm 2015 - Sản xuất: Pledis Entertainment - Định dạng: CD, Tải nhạc số     | Danh sách 1. 표정관리 (Fronting) 2. 만세 (Mansae) 3. 어른이 되면 (When I Grow Up) 4. OMG 5. Rock | 2               | 35              | 7               | 1               | - KOR: 172,771+ - JPN: 10,319                                        |                     |
| Going Seventeen    | - Ngày phát hành: 5 tháng 12 năm 2016 - Sản xuất: Pledis Entertainment - Định dạng: CD, Tải nhạc số     | Danh sách 1. Beautiful (Mix Unit) 2. Boom Boom (붐붐) 3. Highlight (Performance Team) 4. Lean On Me (기대) (Hip Hop Team) 5. Fast Pace (빠른 걸음) 6. Don't Listen In Secret(몰래 듣지 마요) (Vocal Team) 7. I Don't Know (글쎄) (Mix Unit) 8. Smile Flower(웃음꽃) | 1               | 4               | 1               | 3               | - KOR: 272,076+ - JPN: 57,579                                        |                     |
| Al1                | - Ngày phát hành: 22 tháng 5 năm 2017 - Sản xuất: Pledis Entertainment - Định dạng: CD, Tải nhạc số     | Danh sách 1. Don't Wanna Cry (울고 싶지 않아) 2. Habit (입버릇) (Vocal Team) 3. If I (Hip Hop Team) 4. Swimming Fool (Performance Team) 5. My I (Jun x The8) 6. Crazy in Love 7. Who (CD only) 8. Check-In (Remeastering) [CD only]                                 | 1               | 3               | 1               | 2               | - KOR: 333,307+ - JPN: 67,347 - US: 2,000                            |                     |
| We Make You        | - Ngày phát hành: 30 tháng 5 năm 2018 - Sản xuất: Pledis Japan, MUSICAROMA - Định dạng: CD, Tải nhạc số | Danh sách 1. Call Call Call 2. Highlight (Japanese version) 3. Lean On Me (Japanese version) 4. 20 (Japanese version) 5. Love Letter (Japanese version) | #               | 2               | #               | #               | - JPN: 154,044 (Phy.) - JPN: 1,163 (Dig.)                            | - RIAJ: Gold        |
| You Make My Day    | - Ngày phát hành: 16 tháng 7 năm 2018 - Sản xuất: Pledis Entertainment - Định dạng: CD, Tải nhạc số     | Danh sách 1. Oh My! (어쩌나) 2. Holiday 3. Come To Me (나에게로 와) (Vocal Team) 4. What’s Good (왓츠 굿) (Hiphop Team) 5. MOONWALKER (문워커) (Performance Team) 6. Our Dawn Is Hotter Than Day (우리의 새벽은 낮보다 뜨겁다)                                      | 1               | 2               | #               | 3               | - KOR: 409,542 - JPN: 139,200                                        | - KMCA: Platinum    |
| You Made My Dawn   | - Ngày phát hành: 21 tháng 1 năm 2019 - Sản xuất: Pledis Entertainment - Định dạng: CD, Tải nhạc số     | Danh sách 1. Good to Me 2. Home 3. Hug (포옹) (Vocal Team) 4. Chilli (칠리) (Hip Hop Team) 5. Shhh (Performance Team) 6. Getting Closer (숨이 차) | 1               | 1               | #               | 4               | - KOR: 422,223 - JPN: 106,227 (Phy.) - JPN: 2,052 (Dig.) - US: 2,000 | - KMCA: 2x Platinum |
| 헹가래 [Heng:garæ] | - Ngày phát hành: 22 tháng 6 năm 2020 - Sản xuất: Pledis Entertainment - Định dạng: CD, Tải nhạc số     | Danh sách 1. Fearless 2. Left & Right 3. I Wish (좋겠다) 4. My My 5. Kidult (어른 아이) 6. Together (같이 가요) | 1               | 1               | #               | 14              | - KOR: 1,372,521                                                     | - KMCA: Million     |
| 24H                | - Ngày phát hành: 8 tháng 9 năm 2020 - Sản xuất: Pledis Japan, MUSICAROMA - Định dạng: CD, Tải nhạc số  | Danh Sách 1. 24H 2. Pinwheel (Japanese ver.) 3. 247 (Japanese ver.) 4. Chilli (Japanese ver.) 5. Together (Japanese ver.) | #               | 1               | #               | #               | - JPN: 312,106                                                       | - RIAJ: Platinum    |
| ; [Semicolon]      | - Ngày phát hành: 19 tháng 10 năm 2020 - Sản xuất: Pledis Entertainment - Định dạng: CD, Tải nhạc số    | 1. HOME;RUN 2. Do Re Mi (도레미) 3. HEY BUDDY 4. Light A Flame 5. AH! LOVE 6. All My Love (겨우) | 1               | 2               | #               | #               | - KOR: 1,141,374 - JPN: 201,034                                      | - KMCA: Million     |
| Your Choice        | - Ngày phát hành: 18 tháng 6 năm 2021 - Sản xuất: Pledis Entertainment - Định dạng: CD, Tải nhạc số     | Danh sách 1. Heaven's Cloud 2. Ready to love 3. Anyone 4. GAM3 BO1 5. Wave 6. Same dream, same mind, same night (같은 꿈, 같은 맘, 같은 밤) | 1               | 2               |                 | 1               | - KOR: 1,391,964 - JPN: 217,729 (phy.) - US: 20,500                  | RIAJ: Platium       |

## Singles

### As lead artist
| Bài hát                            | Năm  | Ngày phát hành | Vị trí cao nhất | Vị trí cao nhất | Vị trí cao nhất | Vị trí cao nhất | Vị trí cao nhất | Doanh thu                                                                           | Nhạc sĩ                                                         | Nhạc sĩ                                       | Album                     |
| Bài hát                            | Năm  | Ngày phát hành | KOR             | KOR Hot.        | JPN             | JPN Hot.        | US Word         | Doanh thu                                                                           | Nhạc                                                            | Lời                                           | Album                     |
| "Adore U" (아낀다)                 | 2015 | 26 tháng 5     | _               | N/A             | _               | _               | 13              | - KOR: 34,389+                                                                      | Woozi, Bumzu, Yeon Dong-geon                                    | Woozi, Vernon, S.Coups, Bumzu                 | 17 Carat                  |
| "Mansae" (만세)                    | 2015 | 9 tháng 9      | 94              | N/A             | _               | _               | 5               | - KOR: 82,771+                                                                      | Woozi, S.Coups, Wonwoo, Mingyu, Vernon, Bumzu                   | Woozi, Bumzu                                  | Boys Be                   |
| "Pretty U" (예쁘다)                | 2016 | 24 tháng 4     | 11              | N/A             | _               | _               | 4               | - KOR: 388,811+                                                                     | Bumzu, Woozi, Won Youngheon, Dong Nehyung                       | Bumzu, Woozi, S.Coups, Vernon, Seungkwan      | Love & Letter             |
| "Very Nice" (아주 Nice)            | 2016 | 3 tháng 7      | 22              | N/A             | _               | _               | 2               | - KOR: 300,805+                                                                     | Bumzu, Woozi                                                    | Bumzu, Woozi, S.Coups, Vernon                 | Love & Letter             |
| "Boom Boom" (붐붐)                 | 2016 | 4 tháng 12     | 16              | N/A             | _               | _               | 5               | - KOR: 178,168+                                                                     | Woozi, Bumzu                                                    | Woozi, S.Coups, Wonwoo, Mingyu, Vernon, Bumzu | Going Seventeen           |
| "Don't Wanna Cry" (울고 싶지 않아) | 2017 | 22 tháng 5     | 12              | 1               | _               | _               | 3               | - KOR: 342,539+ - US: 3,000                                                         | Woozi, Bumzu                                                    | Woozi, Bumzu, S.Coups, Hoshi, Jeonghan        | Al1                       |
| "Clap" (박수)                      | 2017 | 06 tháng 11    | 11              | 3               | _               | 50              | 4               | - KOR: 155,875+                                                                     | Woozi, Bumzu, Park Gi-tae                                       | Woozi, Bumzu, Jeonghan, Hoshi, Mingyu, DK     | Teen, Age                 |
| "Thanks" (고맙다)                  | 2018 | 05 tháng 2     | 19              | 14              | _               | _               | 4               | N/A                                                                                 | Woozi, Bumzu                                                    | Woozi,Hoshi, Bumzu                            | Director's Cut            |
| "Just Do It" (거침없이)            | 2018 | 21 tháng 3     | _               | _               | _               | _               | _               | N/A                                                                                 | Woozi                                                           | Woozi, Hoshi, DK, Seungkwan                   | BSS Digital Single        |
| "Call Call Call!"                  | 2018 | 16 tháng 5     | _               | _               | _               | 28              | 16              | N/A                                                                                 | Woozi, Bumzu, Park Kitae                                        | Woozi, Bumzu, Yu Shimoj                       | We Make You               |
| "Oh My!" (어쩌나)                  | 2018 | 16 tháng 7     | 15              | 2               | _               | 38              | 6               | N/A                                                                                 | Woozi, Bumzu                                                    | Woozi, S.Coups, Vernon, Bumzu                 | You Make My Day           |
| "Getting Closer" (숨이 차)         | 2018 | 20 tháng 12    | 86              | 3               | _               | _               | 5               | - US: 1,000                                                                         | Woozi, Bumzu, Hoshi                                             | Woozi, Bumzu, S.Coups, Vernon                 | You Made My Dawn          |
| "Home"                             | 2019 | 21 tháng 1     | 18              | 1               | _               | 34              | 7               | - JPN: 2,813 - US: 1,000                                                            | Woozi, Bumzu, Seungkwan                                         | Woozi, Bumzu                                  | You Made My Dawn          |
| "Happy Ending"                     | 2019 | 29 tháng 5     | _               | _               | 2               | 2               | _               | - JPNː 268,449(phy.)                                                                | Woozi, Bumzu                                                    | Haru Robinson                                 | 1st single Happy Ending   |
| "HIT"                              | 2019 | 5 tháng 8      | 64              | 31              | _               | 20              | 4               | - JPNː 4,756                                                                        | Woozi, Bumzu                                                    | Woozi, Vernon, Bumzu                          | An Ode                    |
| "Fear"                             | 2019 | 16 tháng 9     | 66              | 6               | _               | 24              | 6               |                                                                                     | Woozi, Bumzu                                                    | Woozi, Bumzu, Vernon, S.Coups                 | An Ode                    |
| Fallin' Flower                     | 2020 | 1 tháng 4      | _               | _               | 1               | 1               | 21              | - JPN: 500,000+ (Phy.)                                                              | BUMZU, WOOZI, 박기태 (PRISMFILTER)                              | DINO, WOOZI, BUMZU, HARU.ROBINSON             | 2nd single Falling Flower |
| My My                              | 2020 | 11 tháng 6     | _               | _               | _               | _               | _               |                                                                                     | WOOZI, BUMZU, Vernon                                            | WOOZI, BUMZU, Vernon, S.COUPS                 | 헹가래 [Heng:garæ]        |
| Left & Right                       | 2020 | 22 tháng 6     | 8               | 12              | _               | 50              | 8               | JPN: 1,804                                                                          | WOOZI, BUMZU                                                    | WOOZI, BUMZU, Vernon                          | 헹가래 [Heng:garæ]        |
| 24h                                | 2020 | 8 tháng 9      | _               | _               | _               | 23              | _               | JPN: 2,910                                                                          | Woozi, Bumzu, Park Gi Tae (Prismfilter)                         | Woozi, Bumzu                                  | 24h                       |
| HOME;RUN                           | 2020 | 19 tháng 10    | 16              | 29              | _               | 40              | 22              | JPN: 2,090                                                                          | WOOZI, BUMZU, Nmore (PRISMFILTER)                               | WOOZI, BUMZU, Vernon, Seungkwan               | ;[Semicolon]              |
| "Not Alone" (ひとりじゃない)       |      |                | _               | _               | 1               | 1               | 13              | JPN: 422,350 (phy.)                                                                 | Woozi, Bumzu, Park Gi Tae (Prismfilter)                         | Woozi, Bumzu                                  | Non-album single          |
| Ready to Love                      |      | 21             | 38              | _               | 38              | 5               |                 | Woozi, Bumzu, "hitman" bang, WonderKid, Kyler Niko, Christoffer Semelius, H.KENNETH | Woozi, Bumzu, S.Coups, Mingyu, danke, "hitman" bang, Kyler Niko | Your Choice                                   |                           |

### Hợp tác
| Bài hát                           | Năm  | Ngày phát hành       | Vị trí cao nhất | Vị trí cao nhất | Doanh thu    | Album             |
| Bài hát                           | Năm  | Ngày phát hành       | KOR             | US Word.        | Doanh thu    | Album             |
| "Q&A" (with Ailee)                | 2015 | 03 tháng 12 năm 2015 | 58              | 3               | KOR: 91,343+ | Non-album singles |
| "Chocolate" (with Yoon Jong-shin) | 2016 | 03 tháng 02 năm 2016 | _               | _               | KOR: 19,475+ | Non-album singles |
| 17 (with Pink Sweat$)             | 2020 | 17 tháng 9 năm 2020  | _               | _               |              | Non-album singles |

## Các Bài Hát Khác
| Bài hát                                                                      | Năm  | Vị trí cao nhất | Vị trí cao nhất | Vị trí cao nhất | Doanh thu      | Nhạc Sĩ                                                                    | Nhạc Sĩ                                                                      | Album                     |
| Bài hát                                                                      | Năm  | KOR             | KOR Hot         | US Word         | Doanh thu      | Nhạc                                                                       | Lời                                                                          | Album                     |
| "20"                                                                         | 2015 | —               | —               | —               | - KOR: 4,304+  | Woozi, Won Yeong-heon                                                      | Woozi, Dong Ne-hyeong                                                        | 17 Carat                  |
| "Shining Diamond"                                                            | 2015 | —               | —               | —               | N/A            | Woozi, MasterKey, Rishi                                                    | Woozi, S.Coups, Vernon, Kim Min-jeong                                        | 17 Carat                  |
| "Ah Yeah"                                                                    | 2015 | —               | —               | —               | N/A            | Cream Doughnut, Rishi                                                      | Woozi, S.Coups, Wonwoo, Mingyu, Vernon                                       | 17 Carat                  |
| "Jam Jam"                                                                    | 2015 | —               | —               | —               | N/A            | Woozi, Cream Doughnut                                                      | Woozi, Hoshi, Dino, Vernon                                                   | 17 Carat                  |
| "Fronting" (표정관리)                                                        | 2015 | —               | —               | 21              | - KOR: 6,223+  | Bumzu                                                                      | Woozi, S.Coups, Vernon, Mingyu, Wonwoo                                       | Boys Be                   |
| "When I Grow Up (어른이 되면)                                                | 2015 | —               | —               | —               | - KOR: 6,219+  | Woozi, Won Young-heon, Dongne Hyung                                        | Woozi                                                                        | Boys Be                   |
| "OMG"                                                                        | 2015 | —               | —               | 23              | - KOR: 4,865+  | Woozi, Won Young-heon, Dongne Hyung                                        | Woozi, Dino                                                                  | Boys Be                   |
| "Rock"                                                                       | 2015 | —               | —               | 19              | - KOR: 6,365+  | Woozi, Won Young-heon, Dongne Hyung                                        | Woozi, Wonwoo, Vernon                                                        | Boys Be                   |
| "Say Yes"                                                                    | 2016 | —               | —               | —               | - KOR: 23,640+ | Kiggen                                                                     | Kiggen, Woozi, Seungkwan, Dokyeom                                            | Love & Letter             |
| "Still Lonely" (이놈의 인기)                                                 | 2016 | —               | —               | —               | - KOR: 24,322+ | Woozi, Lee Hyundo, Kim Jinhwan                                             | Woozi, Vernon, Wonwoo, Seungkwan, Hoshi                                      | Love & Letter             |
| "Drift Away" (떠내려가)                                                      | 2016 | —               | —               | —               | - KOR: 23,609+ | Woozi                                                                      | Woozi, S.Coups, Seungkwan, Mingyu, Hoshi                                     | Love & Letter             |
| "Chuck" (엄지척)                                                             | 2016 | —               | —               | —               | - KOR: 22,523+ | Woozi, Won Youngheon, Dong Nehyung                                         | Woozi, S.Coups, Vernon, Wonwoo, Mingyu, Dino                                 | Love & Letter             |
| "Love Letter" (사랑쪽지)                                                     | 2016 | —               | —               | —               | - KOR: 22,488+ | Woozi, Won Youngheon, Dong Nehyung                                         | Woozi, S.Coups, Vernon, Wonwoo, Mingyu                                       | Love & Letter             |
| "Hit Song" (유행가)                                                          | 2016 | —               | —               | —               | - KOR: 20,665+ | Bumzu                                                                      | Bumzu, S.Coups, Vernon, Mingyu, Dino                                         | Love & Letter             |
| "Adore U" (아낀다) (Vocal Team Version)                                      | 2016 | —               | —               | —               | - KOR: 17,736+ | Bumzu, Woozi, Yeom Donggun                                                 | Bumzu, Woozi, S.Coups, Vernon, Seungkwan, Dokyeom                            | Love & Letter             |
| "Mansae" (만.세) (Hip Hop Team Version)                                      | 2016 | —               | —               | —               | - KOR: 17,455+ | Bumzu, Woozi, S.Coups, Vernon                                              | Bumzu, Woozi, S.Coups, Vernon, Wonwoo, Mingyu                                | Love & Letter             |
| "Shining Diamond" (Performance Team Version)                                 | 2016 | —               | —               | —               | - KOR: 14,344+ | Woozi, Master Key, Lissie                                                  | Woozi, S.Coups, Vernon, Kim Minjung                                          | Love & Letter             |
| "No F.U.N."                                                                  | 2016 | —               | —               | 7               | - KOR: 19,102+ | Woozi, EarAttack                                                           | Woozi, S.Coups, Vernon, Wonwoo, Seungkwan, Hoshi, Dino                       | Love & Letter (Repackage) |
| "Healing" (힐링)                                                             | 2016 | —               | —               | 9               | - KOR: 21,749+ | Woozi, Won Youngheon, Dong Nehyung                                         | Woozi, S.Coups, Vernon, Mingyu, Dino                                         | Love & Letter (Repackage) |
| "Simple"                                                                     | 2016 | —               | —               | 8               | - KOR: 23,070+ | Woozi, Won Youngheon, Dong Nehyung, Min Siki                               | Woozi                                                                        | Love & Letter (Repackage) |
| "Beautiful"                                                                  | 2016 | 83              | —               | —               | - KOR: 26,733+ | Woozi, Bumzu, Mingyu, Anchor                                               | Woozi, Bumzu, Mingyu, Dino                                                   | Going Seventeen           |
| "Lean On Me" (기대)                                                          | 2016 | 88              | —               | —               | - KOR: 25,438+ | Woozi, Bumzu                                                               | Woozi, S.Coups, Wonwoo, Mingyu, Vernon, Bumzu                                | Going Seventeen           |
| "Highlight"                                                                  | 2016 | 90              | —               | 8               | - KOR: 24,621+ | Bumzu, Hoshi                                                               | Bumzu, Hoshi, Dino, Jun, The8, Lee Yoo-jung                                  | Going Seventeen           |
| "Smile Flower" (웃음꽃)                                                      | 2016 | 99              | —               | —               | - KOR: 24,880+ | Woozi, Dongne Hyung, Won Young-heon, Yama Art                              | Woozi                                                                        | Going Seventeen           |
| "Don't Listen In Secret" (몰래 듣지 마요)                                    | 2016 | —               | —               | —               | - KOR: 24.029+ | Woozi, Dongne Hyung, Won Young-heon                                        | Woozi                                                                        | Going Seventeen           |
| "Fast Pace" (빠른 걸음)                                                      | 2016 | —               | —               | —               | - KOR: 23,487+ | Woozi, Keeproots, Faschinating, Seo Jung-jin                               | Woozi. S.Coups, Vernon, Hoshi                                                | Going Seventeen           |
| "I Don't Know" (글쎄)                                                        | 2016 | —               | —               | —               | - KOR: 22,659+ | Woozi, Lissie                                                              | Woozi, S.Coups, Vernon                                                       | Going Seventeen           |
| "Habit" (입버릇)                                                             | 2017 | 85              | 2               | —               | - KOR: 27,040+ | Woozi, Simon Petren                                                        | Woozi                                                                        | Al1                       |
| "Swimming Fool"                                                              | 2017 | 91              | 3               | —               | - KOR: 25,246+ | Woozi, Bumzu, Hoshi                                                        | Woozi, Bumzu, Vernon                                                         | Al1                       |
| "Crazy In Love"                                                              | 2017 | 95              | 4               | —               | - KOR: 24,105+ | Woozi, Bumzu, Anchor                                                       | Woozi, Bumzu, S.Coups, Vernon                                                | Al1                       |
| "IF I"                                                                       | 2017 | —               | 5               | —               | - KOR: 23,106+ | Bumzu                                                                      | S.Coups, Vernon                                                              | Al1                       |
| "MY I"                                                                       | 2017 | —               | 6               | —               | - KOR: 21,679+ | Woozi, Bumzu                                                               | Bumzu, The8, Jun                                                             | Al1                       |
| "Without You" (모자를 눌러 쓰고)                                             | 2017 | 64              | 6               | —               | - KOR: 28,493+ | Woozi, Bumzu, Park Gi Tae                                                  | Woozi, Bumzu, S.Coups, Jeonghan, Hoshi, The8                                 | Teen, Age                 |
| "Change Up"                                                                  | 2017 | 75              | 7               | 12              | - KOR: 26,611+ | Woozi, Bumzu, Hoshi                                                        | Woozi, S.Coups, Hoshi, Bumzu                                                 | Teen, Age                 |
| "Pinwheel" (바람개비)                                                        | 2017 | 77              | 8               | —               | - KOR: 26,605+ | Woozi, Dong Ne-hyeong, Won Yeong-heon                                      | Woozi                                                                        | Teen, Age                 |
| "Campfire" (캠프파이어)                                                      | 2017 | 83              | 10              | —               | - KOR: 24,268+ | Woozi, Bumzu, Dong Ne-hyeong, Won Yeong-heon                               | Woozi, Bumzu, S.coups, Jeonghan, Wonwoo, The8, Mingyu, DK, Seungkwan, Vernon | Teen, Age                 |
| "Bring It" (날 쏘고 가라)                                                    | 2017 | 95              | 13              | —               | - KOR: 22,016+ | Woozi, Dong Ne-hyeong, Won Yeong-heon, Min Sig I                           | Woozi, Hoshi, Vernon                                                         | Teen, Age                 |
| "Hello"                                                                      | 2017 | 97              | 11              | —               | - KOR: 22,489+ | Bumzu, DK                                                                  | Mingyu, DK, Jun, Bumzu                                                       | Teen, Age                 |
| "Trauma"                                                                     | 2017 | 98              | 12              | 15              | - KOR: 22,260+ | Bumzu, Vernon                                                              | S.Coups, Wonwoo, Mingyu, Vernon                                              | Teen, Age                 |
| "Lilili Yabbay" (13월의 춤)                                                  | 2017 | —               | 14              | 20              | - KOR: 21,600+ | Woozi, Bumzu, Dirty Orange, Mitsu.J                                        | Woozi, Bumzu, Dino                                                           | Teen, Age                 |
| "Flower"                                                                     | 2017 | —               | 15              | —               | - KOR: 20,554+ | Bumzu                                                                      | Bumzu, S.Coups, Wonwoo, The8, Dino, Seungkwan, Jeonghan, Woozi               | Teen, Age                 |
| "Rocket"                                                                     | 2017 | —               | 16              | —               | - KOR: 20,039+ | Woozi, Bumzu, Vernon, NATHAN                                               | Vernon, Joshua, Woozi, NATHAN                                                | Teen, Age                 |
| "Run to You" (지금 널 찾아가고 있어)                                         | 2018 | 83              | 83              | —               | —              | Woozi, Bumzu, Gi-tae                                                       | Woozi, Bumzu                                                                 | Director's Cut            |
| "Thinkin' About You"                                                         | 2018 | 87              | —               | —               | —              | Woozi, Bumzu, Park Gi-tae                                                  | Woozi, Bumzu, S.Coups, Wonwoo, Mingyu, Vernon                                | Director's Cut            |
| "Fallin' for U"                                                              | 2018 | _               | —               | —               | —              | Woozi, Bumzu, Joshua, Jeonghan                                             | Woozi, Bumzu, Joshua, Jeonghan                                               | Director's Cut            |
| "Holiday"                                                                    | 2018 | 82              | 5               | —               | —              | Woozi, Bumzu                                                               | Woozi, Bumzu, S.Coups, Wonwoo                                                | You Make My Day           |
| "Our Dawn Is Hotter Than Day" (우리의 새벽은 낮보다 뜨겁다)                  | 2018 | 83              | 6               | —               | —              | Woozi, Bumzu, Anchor                                                       | Woozi, Bumzu, S.Coups, Wonwoo, Mingyu, Vernon                                | You Make My Day           |
| "Come to Me" (나에게로 와)                                                   | 2018 | 96              | 7               | —               | —              | Woozi, Bumzu                                                               | Woozi, Bumzu                                                                 | You Make My Day           |
| "What's Good"                                                                | 2018 | —               | —               | —               | —              | Bumzu                                                                      | S.Coups, Wonwoo, Mingyu, Vernon                                              | You Make My Day           |
| "MOONWALKER"                                                                 | 2018 | —               | —               | —               | —              | Woozi, Bumzu, Park Gi-tae                                                  | Woozi, Bumzu, Hoshi, Dino                                                    | You Make My Day           |
| "Oh My!" (怎麼辦) (Chinese Ver.)                                             | 2018 | —               | —               | —               | —              | Woozi, Bumzu                                                               | The8, Wang Yajun                                                             | You Make My Day           |
| "Good to Me"                                                                 | 2019 | 80              | 2               | —               | —              | Woozi, Bumzu                                                               | Woozi, Bumzu                                                                 | You Made My Dawn          |
| "Hug" (포옹)                                                                 | 2019 | 91              | 4               | —               | —              | Woozi, Park Ki-tae                                                         | Woozi                                                                        | You Made My Dawn          |
| "Chilli" (칠리)                                                              | 2019 | 109             | —               | —               | —              | Vernon, Bumzu, Poptime                                                     | S.Coups, Vernon, Mingyu, Wonwoo                                              | You Made My Dawn          |
| "Shh"                                                                        | 2019 | 114             | —               |                 | —              | Second Life                                                                | Bumzu, Hoshi, Dino                                                           | You Made My Dawn          |
| "Home" (Chinese Ver.)                                                        | 2019 | —               | —               | —               | —              | Woozi, Bumzu                                                               | Woozi, Bumzu, Jun, The8, Tina Hwang                                          | You Made My Dawn          |
| "Lie Again" (거짓말을 해)                                                    | 2019 | 138             | 36              | —               | —              | Woozi, Bumzu, Simon Petrén                                                 | Woozi, Bumzu, Mingyu, S.Coups, Vernon                                        | The Ode                   |
| "Let Me Hear You Say"                                                        | 2019 | 158             | 38              | —               | —              | Woozi, Bumzu                                                               | Woozi, Bumzu, Mingyu, S.Coups, Vernon                                        | The Ode                   |
| "Snap Shoot"                                                                 | 2019 | 159             | —               | —               | —              | Woozi, Bumzu                                                               | Woozi, Bumzu, Vernon, S.Coups, Mingyu                                        | The Ode                   |
| "247"                                                                        | 2019 | 165             | —               | —               | —              | Woozi, Bumzu, Park Gi Tae (PRISMFILTER)                                    | Woozi, Bumzu, The8, Hoshi, Dino                                              | The Ode                   |
| "Second Life"                                                                | 2019 | 166             | 42              | —               | —              | Woozi, Bumzu, Vernon                                                       | Woozi, Bumzu                                                                 | The Ode                   |
| "Happy Ending" (Korean version)                                              | 2019 | 196             | —               | —               | —              | Woozi, Bumzu                                                               | Woozi, Bumzu                                                                 | The Ode                   |
| "Fearless"                                                                   | 2020 | 105             | 52              | —               | —              | Woozi, Bumzu, Simon Petrén                                                 | Woozi, Bumzu, Vernon                                                         | Heng:garæ                 |
| "I Wish" (좋겠다)                                                            | 2020 | 82              | 45              | —               | —              | Woozi, Bumzu, MonoTree                                                     | Woozi, Bumzu, MonoTree, Wonwoo                                               | Heng:garæ                 |
| "My My"                                                                      | 2020 | 63              | 38              | —               | —              | Woozi, Bumzu, Vernon                                                       | Woozi, Bumzu, Vernon, S.Coups                                                | Heng:garæ                 |
| "Kidult" (어른 아이)                                                         | 2020 | 91              | 46              | —               | —              | Woozi, S.Coups, Bumzu, Park Gi Tae (Prismfilter)                           | S.Coups, Woozi, Bumzu, Vernon                                                | Heng:garæ                 |
| "Together" (같이 가요)                                                       | 2020 | 101             | 47              | —               | —              | Woozi, Bumzu, Park Gi Tae (Prismfilter)                                    | Woozi, Bumzu, S.Coups, Hoshi, Mingyu                                         | Heng:garæ                 |
| "All My Love" (겨우)                                                         | 2020 | 119             | —               | —               | —              | Woozi, Bumzu, Park Gi Tae (Prismfilter)                                    | Woozi, Bumzu, Seungkwan, Vernon                                              | Semicolon                 |
| "Do Re Mi" (도레미)                                                          | 2020 | 123             | —               | —               | —              | Woozi, Bumzu, Vernon, Poptime                                              | Seungkwan, Vernon, Dino, Woozi, Bumzu                                        | Semicolon                 |
| "Hey Buddy"                                                                  | 2020 | 134             | —               | —               | —              | Woozi, Bumzu, The8, Mingyu, DK, Anchor (Prismfilter), Ohway! (Prismfilter) | The8, Mingyu, DK, Woozi, Bumzu                                               | Semicolon                 |
| "Light a Flame" (마음에 불을 지펴)                                           | 2020 | 139             | —               | —               | —              | Woozi, Bumzu                                                               | Hoshi, Wonwoo, Woozi, Bumzu                                                  | Semicolon                 |
| "Ah! Love"                                                                   | 2020 | 140             | —               | —               | —              | Woozi, Bumzu, Park Gi Tae (Prismfilter)                                    | S.Coups, Jeonghan, Joshua, Woozi, Bumzu                                      | Semicolon                 |
| "Anyone"                                                                     | 2021 | 131             | —               | 19              | —              | Woozi, Bumzu                                                               | Woozi, Bumzu, S.Coups                                                        | Your Choice               |
| "Heaven's Cloud"                                                             | 2021 | 135             | 88              | 18              | —              | Woozi, Bumzu, Nmore (Prismfilter)                                          | Woozi, Bumzu, S.Coups, Mingyu                                                | Your Choice               |
| "Same Dream, Same Mind, Same Night" (같은 꿈, 같은 맘, 같은 밤)              | 2021 | 177             | —               | —               | —              | Woozi, Bumzu, Park Gi Tae (Prismfilter)                                    | Woozi, Bumzu                                                                 | Your Choice               |
| "Gam3 Bo1"                                                                   | 2021 | 182             | —               | —               | —              | Bumzu, Niera (Prismfilter), Vernon                                         | Bumzu, S.Coups, Wonwoo, Mingyu, Vernon, Woozi                                | Your Choice               |
| "Wave"                                                                       | 2021 | 191             | —               | —               | —              | Woozi, Bumzu, Anchor (Prismfilter)                                         | Woozi, Bumzu, Hoshi, Jun, The8, Dino                                         | Your Choice               |
| "—" denotes releases that did not chart or were not released in that region. |      |                 |                 |                 |                |                                                                            |                                                                              |                           |

## Nhạc phim
| Title                                                                        | Year | Peak chart positions | Peak chart positions | Member(s)                           | Album                              |
| Title                                                                        | Year | KOR                  | KOR Hot              | Member(s)                           | Album                              |
| "Sickness" (병)                                                              | 2016 | —                    | —                    | Vernon, featuring Eunwoo of Pristin | Love Revolution OST                |
| "Kind of Love" (어떤 사랑)                                                   | 2018 | —                    | —                    | Seungkwan                           | Mother OST                         |
| "Missed Connections" (내가 먼저)                                             | 2018 | —                    | —                    | DK                                  | Tempted OST                        |
| "A-Teen"                                                                     | 2018 | 17                   | —                    | Joshua, Hoshi, Woozi, Vernon, Dino  | A-Teen OST                         |
| "9-Teen"                                                                     | 2019 | 69                   | 69                   | Seventeen                           | A-Teen 2 OST                       |
| "Miracle"                                                                    | 2019 | —                    | —                    | Woozi                               | The Tale of Nokdu OST              |
| "Sweetest Thing"                                                             | 2019 | —                    | —                    | Joshua, Wonwoo, DK, Seungkwan, Dino | Chocolate OST                      |
| "Go"                                                                         | 2020 | —                    | —                    | Seungkwan                           | Record of Youth OST                |
| "The Reason" (이유)                                                          | 2021 | —                    | —                    | Seungkwan                           | Lovestruck in the City OST         |
| Warrior                                                                      | 2021 | —                    | —                    | Joshua, Jun, The 8, Mingyu, Vernon  | Falling Into Your Smile OST        |
| Is It Still Beautiful                                                        | 2021 | —                    | —                    | Woozi, DK, SeungKwan                | Hospital Playlist 2 OST            |
| " 藏 "                                                                       | 2021 | —                    | —                    | The 8                               | 谁是凶手 - Who is the murderer OST |
| "—" denotes releases that did not chart or were not released in that region. |      |                      |                      |                                     |                                    |

## MV
| Bài Hát                            | Năm  | Đạo diễn                             |
| "Adore U" (아낀다)                 | 2015 | Dee Shin (FantazyLab)                |
| "Mansae" (만세)                    | 2015 | Im Seong-gwan                        |
| "Pretty U" (예쁘다)                | 2016 | Shin Hui-won                         |
| "Very Nice" (아주 Nice)            | 2016 | Digipedi                             |
| "Healing" (힐링)                   | 2016 |                                      |
| "Check In"                         | 2016 | Jo Beomjin (VM Project)              |
| "Boom Boom" (붐붐)                 | 2016 | Yoo Sung-kyun                        |
| "Highlight"                        | 2016 | Yoo Sung-kyun                        |
| "Don't Wanna Cry" (울고 싶지 않아) | 2017 | Jo Beomjin (VM Project)              |
| "Change Up"                        | 2017 | Jo Beomjin (VM Project)              |
| "Trauma"                           | 2017 | Jo Beomjin (VM Project)              |
| "Lilili Yabbay" (13월의 춤)        | 2017 | Jo Beomjin (VM Project)              |
| "Pinwheel" (바람개비)              | 2017 | Jo Beomjin (VM Project)              |
| "Clap" (박수)                      | 2017 | Jo Beomjin (VM Project)              |
| "Thanks" (고맙다)                  | 2018 | Jo Beomjin (VM Project)              |
| "Call Call Call"                   | 2018 | Seong Wonmo (Digipedi)               |
| "Oh My!" (어쩌나)                  | 2018 | Jo Beomjin (VM Project)              |
| "Holiday"                          | 2018 | Jeon Wonwoo                          |
| "Getting Closer" (숨이 차)         | 2018 | Jo Beomjin (VM Project)              |
| "Home"                             | 2019 | Jo Beomjin (VM Project)              |
| "Happy Ending"                     | 2019 | Kim Wooje (ETUI Collective)          |
| "Hit"                              | 2019 | Yoon Rima, Jang Dongju (Rigend Film) |
| "독: Fear"                         | 2019 | Yoon Rima, Jang Dongju (Rigend Film) |
| "Fallin' Flower"                   | 2020 | Yoon Rima, Jang Dongju (Rigend Film) |
| "Snap Shoot"                       | 2020 | Kim Mingyu                           |
| "My My"                            | 2020 | Dee Shin                             |
| "Left & Right"                     | 2020 | Seong Wonmo (Digipedi)               |
| "24H"                              | 2020 | Shin Hui-won                         |
| "Home;Run"                         | 2020 | Seong Wonmo (Digipedi)               |
| "Not Alone" (ひとりじゃない)       | 2021 | Oui Kim (OUI)                        |
| "Ready to Love"                    | 2021 | Han Sa-Min (Dextor-Lab)              |
| "Anyone"                           | 2021 | Không biết                           |

## Mixtape[74]
| Vol | Bài Hát                                          | Người Hát                                    |
| 1   | JUST FOR FUN                                     | S.Coups, Wonwoo, Woozi, Vernon               |
| 2   | 플레디스 SUNSHINE REMIX                          | S.Coups, Wonwoo,Vernon, Yooara (Hello Venus) |
| 3   | THAT POLE                                        | S.Coups, Vernon                              |
| 4   | LIKE A LOOSE CANNON                              | S.Coups, Vernon                              |
| 5   | WALLY                                            | S.Coups, Woozi, Vernon                       |
| 6   | NO FLEX ZONE                                     | Wonwoo, Mingyu & Dino                        |
| 7   | Because of You (너 때문에) Acoustic Ver          | Vocal Team                                   |
| 8   | B Boy by 버논(Vernon)                            | Vernon                                       |
| 9   | 겨울산 2015ver. (Winter Mountain)                | S.Coups Vernon                               |
| 10  | Lizzie Velasquez                                 | Vernon                                       |
| 11  | Lotto Remix                                      | HipHop Team                                  |
| 12  | Check-In                                         | HipHop Team                                  |
| 13  | 0 (ZERO)                                         | Dino                                         |
| 14  | Un Haeng Il Chi 言行一致 (언행일치) Concert ver. | HipHop Team                                  |
| 15  | The Real Thing                                   | Dino                                         |
| 16  | 夜伴雨 (밤과 비) [Night And Rain]                | The8                                         |
| 17  | Spider                                           | Hoshi                                        |